# Csaba Deseő

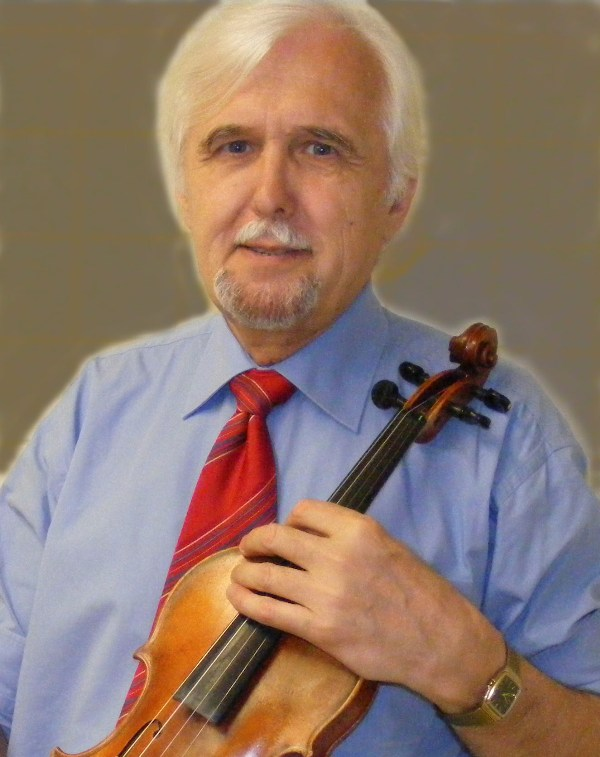
Csaba Deseő

Csaba Deseő (* 15. Februar 1939 in Budapest) ist ein ungarischer Violinist, Bratschist und Jazzviolinist.

## Leben
Deseős Mutter war Geigenlehrerin. Mit zehn Jahren begann er Geige zu spielen, seine Studien hat er am Béla-Bartók-Konservatorium fortgesetzt und 1961 mit Diplom abgeschlossen.
Zunächst war er Musikschullehrer. 1967 wurde er Mitglied der Ungarischen Nationalphilharmonie und blieb es bis 1999. In der Zeit der Generalmusikdirektoren János Ferencsik und Ken-Ichiro Kobayashi spielte er in Konzerten des Orchesters in Ungarn und in unzähligen Ländern von Japan bis zu den USA. Einige Namen der großen Persönlichkeiten, mit denen Deseő zusammengearbeitet hat: Antal Doráti, Georg Solti, Leonard Bernstein, Claudio Abbado, Lorin Maazel, Riccardo Muti, Lamberto Gardelli, Giuseppe Patanè, Christoph von Dohnányi, Ádám Fischer, Yehudi Menuhin, David Oistrach, Swjatoslaw Richter, Mstislaw Rostropowitsch.
Deseős Jazz-Karriere begann 1963 im legendären Dalia Club in Budapest. Hier hat er sich mit seiner ersten Combo vorgestellt. Seit 1964 trat sein Quartett regelmäßig in Konzerten, aber auch im ungarischen Rundfunk und Fernsehen auf. Im Ausland konnte sich Deseő ab 1966 durch den Auftritt beim damals jugoslawischen Bled Jazz Festival etablieren. Noch im gleichen Jahr trat er mit seinem Quartett beim Prag International Jazzfestival und mit dem Gitarristen Andor Kovács am Warschauer Jazz-Jamboree auf.
Deseős erste eigene LP erschien in der Bundesrepublik Deutschland 1975 beim damals in Europa führenden Jazz-Label MPS: Auf der LP „Four String Tschaba“ spielte er Geige und Bratsche, die Mitspieler – Åke Persson, Wolfgang Engstfeld, Dieter Reith, Günter Lenz, Ronnie Stephenson – gehörten zur Elite der damaligen westdeutschen Jazz-Szene; die meisten Titel stammten aus der Feder von Dieter Reith, der auch als Pianist und Arrangeur wirkte.
Csaba Deseő hat in den vergangenen Jahren vier LPs, 6 CDs mit ungarischen und ausländischen Musikern gemacht. 1975 lernte er den Vibraphonisten Boško Petrović aus Zagreb kennen, mit dem er bis 2011 regelmäßig zusammenspielte. Seit den 70er Jahren spielt er ebenfalls öfter mit Walter Kurowskis Formationen in Deutschland, hauptsächlich im Ruhrgebiet.
Seit 1980 hat Deseő mit wechselnden Besetzungen gearbeitet. In den letzten Jahren spielte er hauptsächlich mit Musikern aus Budapest, vor allem mit dem Trio des Gitarristen István Gyárfás, sowie mit dem Pianisten Gábor Cseke. Als Gastsolist absolviert er zahlreiche Konzert-Auftritte mit der Benko Dixieland Band und der Budapest Ragtime Band. Im Laufe der Zeit hat er auch mit internationalen Stars des Jazz, unter anderem Jean-Luc Ponty, John Lewis, Jiggs Whigham, Martin Drew, Dusko Goykovich, Tony Lakatos, Gábor Szabó, Tommy Vig und Aladár Pege, zusammengespielt.
Deseő ist Mitarbeiter der ungarischen Fachzeitschrift Gramofon.

## Jazz Diskografie
| Titel                                      | Jahr | Firma             |
| ------------------------------------------ | ---- | ----------------- |
| Four String Tschaba                        | 1975 | MPS               |
| Ultraviola                                 | 1977 | Hungaroton        |
| Blue String                                | 1984 | Hungaroton        |
| Hot Club Budapest “Felhök” m. Andor Kovacs | 1985 | Hungaroton        |
| The Swinging Violin m. Bosko Petrovic      | 1993 | Jazzette – Zagreb |
| Magic Violin                               | 1995 | Pannon Jazz       |
| Something New, Something Old               | 1997 | Pannon Jazz       |
| Keep Cool                                  | 2000 | Pannon Jazz       |
| Funky Violin (Kompilation)                 | 2001 | Hungaroton        |
| Tale m. Istvan Gyarfas Trio                | 2003 | Drum-Art Records  |